# Acmena
Acmena (en griego: "abundante") es un género de arbustos y de pequeños árboles de la familia Myrtaceae con 39 especies, nativas de Australia y de Malasia.
Es un grupo taxonómico relativamente reciente, nacido de divisiones del género Eugenia, y del género Syzygium, emparentados. Figura como sinonimia de Syzygium en el Jardín Botánico de KEW.
Son alimento para las larvas de mariposas de Aenetus ligniveren, que llegan a criar en los troncos de las plantas.

## Especies seleccionadas
- Acmena smithii
- Acmena ingens
- Acmena hemilampra
- Otras

## Sinónimos
- Lomastelma, Xenodendron.